# Episodi di Doctor Doctor (seconda stagione)
La seconda stagione della sitcom Doctor Doctor, composta da 15 episodi, è andata in onda negli Stati Uniti dal 13 novembre 1989 al 27 agosto 1990 sul canale CBS.
| nº | Titolo originale              | Titolo italiano | Prima TV USA     | Prima TV Italia |
| -- | ----------------------------- | --------------- | ---------------- | --------------- |
| 1  | Pediatricks                   |                 | 13 novembre 1989 |                 |
| 2  | Member of the Club            |                 | 20 novembre 1989 |                 |
| 3  | Smooth Doctor                 |                 | 7 novembre 1989  |                 |
| 4  | Bachelor Doctor               |                 | 4 dicembre 1989  |                 |
| 5  | Don't Mess with the Elephants |                 | 11 dicembre 1989 |                 |
| 6  | Torch Song Cardiology         |                 | 18 dicembre 1989 |                 |
| 7  | Odd Man In                    |                 | 1º gennaio 1990  |                 |
| 8  | Accentuate the Positive       |                 | 8 gennaio 1990   |                 |
| 9  | Doctors and Others Strangers  |                 | 15 gennaio 1990  |                 |
| 10 | Family Affair                 |                 | 29 gennaio 1990  |                 |
| 11 | Fetal Attraction              |                 | 5 febbraio 1990  |                 |
| 12 | The Love Game                 |                 | 19 febbraio 1990 |                 |
| 13 | No Free Lunch                 |                 | 26 febbraio 1990 |                 |
| 14 | Night of the Inguinal         |                 | 20 agosto 1990   |                 |
| 15 | Who's Zoomin' Who?            |                 | 27 agosto 1990   |                 |